# Asher Swissa
Asher Swissa (Jerusalém, 1975) é um membro do projeto de música eletrônica israelense Skazi.
Juntamente com Assaf B-Bass, tem vindo a produzir psytrance desde 1998. Seu primeiro CD, "Animal", foi lançado em Setembro de 2000. Ele também é dono do selo Chemical Crew e tem trabalhado com muitos artistas, como Infected Mushroom, Astrix, GMS, Talamasca, Void, Exaile, Psychotic Micro.
Asher começou sua carreira musical como um Punk Rocker em 1990, quando formou um grupo chamado Sartan Hashad, juntamente com três amigos. A banda costumava tocar em locais pequenos em Jerusalém e Telavive, e fez sucesso limitado na cena Punk local. Em 1996 Asher decidiu deixar a banda, a fim de desenvolver sua carreira, escrever e executar a música que iria recorrer a um maior público. Ele começou a fazer música Trance, mas ainda manteve um som Hard Rock, tocando guitarra elétrica em muitas de suas faixas. Em 1998 adotou o nome artístico de DJ Skazi..